# Brinca Comigo
Brinca Comigo foi um espaço de desenhos animados da RTP1.
O espaço estreou no dia 29 de abril de 2006 às 7h da manhã, sendo exibido aos fins de semana, e pouco tempo depois passou a começar às 6h30, sendo exibido até às 9h/10h da manhã. Mais tarde, com a proposta do programa de notícias Bom dia Portugal ao Fim de Semana, começou a ser exibido até às 08h.
As Aventuras de Marco e Gina, Pocoyo, Lulu Cambalhota, Bob, o Construtor, O Super Apresentador e Vila Moleza eram alguns dos desenhos animados exibidos neste espaço.
A estreia de Brinca Comigo foi no dia 29 de Abril de 2006 e terminou no dia 26 de Agosto de 2012 sendo substituido a partir de setembro por o Zig Zag o mesmo programa infantil da RTP2.
No mesmo horário, o Brinca Comigo tinha como concorrentes no mesmo género nos outros canais generalistas LOL!@SIC da SIC e o Animação da TVI.
A última emissão foi no dia 26 de agosto de 2012 e o último programa que emitiu foi Captain Tsubasa que era conhecido sob o nome ''Campeões, Oliver e Benji: A Caminho da Glória''. Depois disso, a RTP mudou o nome do espaço infantil para o Zig Zag (o mesmo nome que o da RTP2), mas os desenhos animados a serem exibidos continuaram a ser os mesmos. O espaço Zig Zag na RTP1 estreou no dia 1 de setembro de 2012 e os desenhos animados que exibe são reposições de alguns dos que já tinham passado na RTP2 (Tal como foi no Brinca Comigo).